# Veličnianska kotlina
Veličnianska kotlina – kotlina na Słowacji. Jest częścią Pogórza Orawskiego (słow. Oravská vrchovina). Znajduje się w jego północno-zachodniej części, w dolinie Orawy. Na jej obszarze znajdują się miejscowości  Párnica, Žaškov, Istebné, Veličná, Oravská Poruba i Dolný Kubín. Na północnym zachodzie na krótkim odcinku graniczy z Małą Fatrą, na południowym zachodzie z Szypską Fatrą i Rowem Podchoczańskim, od którego oddzielają ją wały Zemianskiego diela i Pečkov. Z pozostałych stron otaczają ją wzniesienia Pogórza Orawskiego.